# ラエティア語

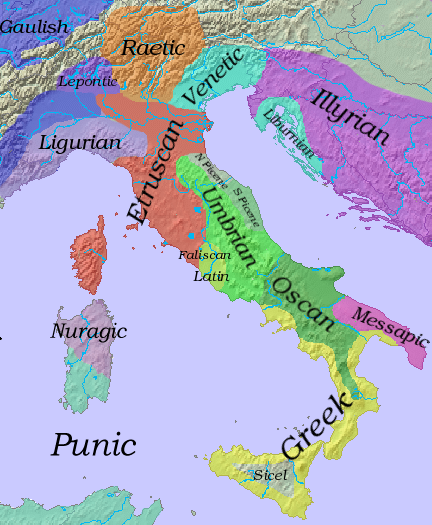
紀元前6世紀イタリアの言語分布
オレンジ色がラエティア語

ラエティア語（ラエティアご）は、紀元前3世紀までアルプス中央部、とくに北東イタリア（現在の南チロルを含む）および今のオーストリア（チロル州、フォアアールベルク州）で話されていた言語。ほかに東スイス、リヒテンシュタイン、ドナウ川の南のバイエルン州でも使われた。さまざまな物に記された多数の、しかし短い刻文が資料として残る。それらは古イタリア文字に属するさまざまなアルファベットで記されている。
ラエティアの概念があいまいなため、ここでのいくつかの論述には問題がある。ラエティア人がラエティア語を使った、という仮定についてもこのことは当てはまる。

## 系統
ラエティア語の系統については、現代において非常に異なったいくつかの理論が提出されている。
- 孤立した言語とするもの。
- エトルリア語およびレムニア語と同系とし、いわゆるエーゲ諸語、またはティルセニア語族に含めるもの[2]。インド・ヨーロッパ語族とエトルリア語の学者であるヘルムート・リックスは、ラエティア語とエトルリア語の間に、とくに文法に関して多くの類似点を指摘した。西暦紀元前後の大プリニウス、ポンペイウス・トログス、ティトゥス・リウィウスはラエティア人がケルト人の侵入によって北イタリアのアルプス地方に離散したエトルリア人であると考えた。さらにリウィウスは『ローマ建国史』5.33において、ラエティア人が崩れてはいるがエトルリアの言葉を保存していると言っている。テオドール・モムゼンの指摘するとおり[3]、両言語はともに「硬く・粗い」言語であり、b d g の音を欠き[4]、ギリシア神話から借用した名前ではそれらの音を p t k に置き換えている。
- ある理論ではラエティア語をケルト語派に含める。
- 1980年代にリーヌス・ブルンナーという在野の学者が[5]、ラエティア語がセム語派に属するという仮説を提出したことがあるが、大部分の言語学者はこの説を却下している。

## ラエティア語の人名
ラエティア語の人名は個人名と父称から構成される。父称は男性の場合 -nu、女性では -na が接尾辞としてつく。例：
男性名：Klevie Valθiki-nu, Knuse Susi-nu, Lasθe Φutiχi-nu, Piθamne Hela-nu, Piθie Meti-nu
女性名：[Φ]rima Piθam-n[a]
男女の名：Φrima Remi-χ Vispeχa-nu 「Vispekhanuの子のPhrima（女）と(-χ)Remi（男）」